# Schraubendampfer auf dem Bodensee
Auf dem Bodensee fuhren von 74 Dampfschiffen nur fünf mit Propellerantrieb, wie die Schiffsschraube korrekt bezeichnet wird. Diese zwei Fahrgastschiffe und zwei Dampfschlepper wurden von den Schifffahrtsverwaltungen erst ab 1885 in Dienst gestellt. Der fünfte Schraubendampfer war die schwimmende Aerologie-Station von Meteorologen. Seit 1999 kamen zwei Dampfboote mit der Zulassung als Passagierschiff hinzu. Die kleinen Schraubendampfer werden im lokalen Ausflugsverkehr eingesetzt und sind, abgesehen von einigen Privatyachten, derzeit die einzigen Schraubendampfer auf dem Bodensee.

## Geschichte
Nach den Patenten von James Watt war es nur ein kleiner Schritt zu Schiffen mit Dampfmaschinen, weil die Vorbilder für den Antrieb längst in Betrieb waren: Das Wasserrad für das Schaufelrad und das Windrad der Windmühle für den Propeller. John Fitch realisierte beide Antriebsarten 1786/87, lange vor den erfolgreicheren Fulton und Smith. Bis in die Mitte des 19. Jahrhunderts war das Schaufelrad erfolgreicher. Danach war der Wirkungsgrad des Propellers so ausgereift, dass seit 1870 kaum noch Hochseeschiffe mit Radantrieb gebaut wurden.
Anders am Bodensee: Hier verwendete man seit dem ersten funktionsfähigen Dampfboot den Seitenradantrieb. Abgesehen von den fünf Schraubendampfern und einigen Motorbooten begann der Erfolg der Schiffsschraube hier erst Mitte der 1920er Jahre mit dem Bau von fünf Motorschiffen und war, mit Ausnahme der schweizerischen Schiffe, 1930 bereits wieder beendet, weil sich danach der Voith-Schneider-Antrieb durchsetzte. Ungünstig für den Schraubenantrieb waren am Bodensee die engen Hafenbecken und die vor allem im Winterhalbjahr niedrigen Wasserstände, die saisonal etwa um 1,60 Meter schwanken. Der Propeller für ein Salondampfschiff hätte Ende des 19. Jahrhunderts zwei Meter Durchmesser haben müssen, d. h. 2,40 Meter Tiefgang. Deshalb waren die Schraubendampfer hier nur kleinere Schiffe von lokaler Bedeutung.

## Schiffe

### Bregenz, ab 1910Vorarlberg

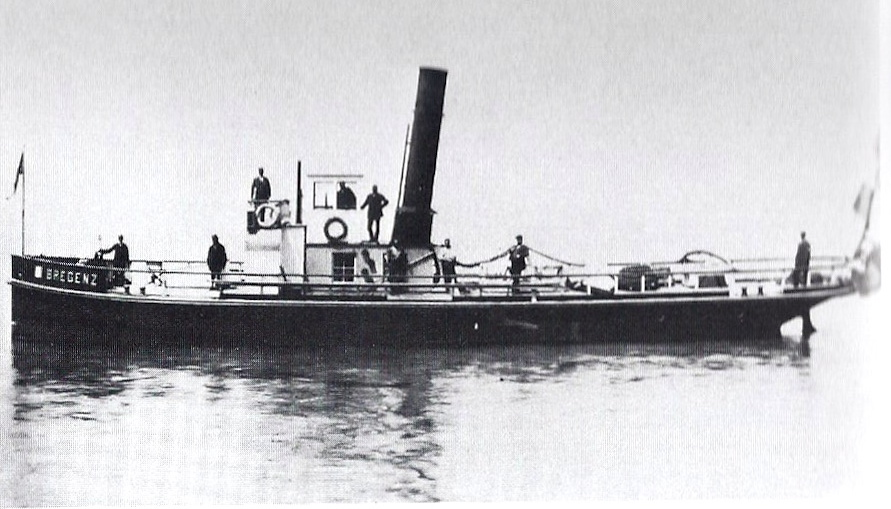
Die Bregenz schleppte von 1885 bis 1917 Trajektkähne

Die Bregenz, genannt „Propeller“, war der erste Schraubendampfer auf dem Bodensee. Sie wurde 1885 als Trajektschlepper zwischen dem Heimathafen Bregenz und Romanshorn, Friedrichshafen sowie Konstanz eingesetzt und konnte dank der 250 PS starken Maschine und der dreiflügeligen sogenannten Admiralitätsschraube (Durchmesser 1,58 Meter, Steigung 2,40 Meter, 130/min) zwei Kähne mit je acht Waggons schleppen. Um beim Schleppen den Tiefgang achtern zu verringern, war im Vorschiff eine mit 7,5 m³ Wasser flutbare Zelle eingebaut. Dennoch blieb das Schiff beim Stapellauf am 1. April 1885 im Schlick stecken und kam erst am 3. Juni frei. Als das Salondampfschiff Stadt Bregenz 1910 in Dienst gestellt wurde, erfolgte die Namensänderung in Vorarlberg. Nach Einstellung der Trajektdienste 1917 fand sie noch bis 1922 als Dienstboot Verwendung, bevor sie als Schleppschiff nach Regensburg an der Donau verkauft wurde.
| Daten:                             | Daten:                    | Daten:                                     |
| ---------------------------------- | ------------------------- | ------------------------------------------ |
| Baujahr: 1885                      | Länge: 24,38 m            | Motorleistung: 250 PS                      |
| Werft: Schiffswerft Linz/Donau     | Breite: 5,48 m            | Geschwindigkeit leer: 16,6 km/h            |
| Eigner: k. k. Österr. Staatsbahnen | Tiefgang: 1,82 m / 2,28 m | Kapazität: 2 Schleppkähne                  |
| Heimathafen: Bregenz               | Tonnage: 93 to            | Verbleib: ab 1922 Regensburg; Abbruch 1930 |

### Caroline, ab 1903Karoline, ab 1910Stadt Radolfzell

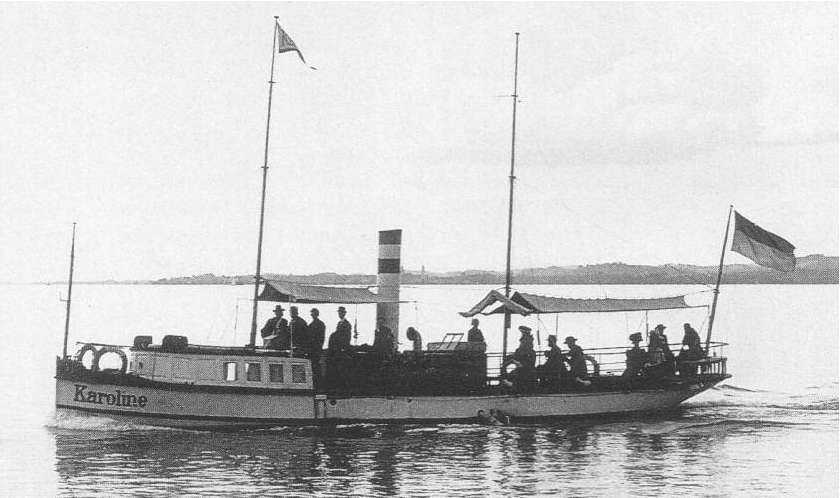
Caroline/Karoline/Stadt Radolfzell um 1905 in der Bregenzer Bucht.

Deppert behandelt die Caroline bzw. Karoline einerseits und die Stadt Radolfzell andererseits als verschiedene Schiffe, die von unterschiedlichen Werften erbaut worden sind. Bönke, Fritz, Liechti und v. Rudloff gehen von einem einzigen Schiff aus.

### Rhein

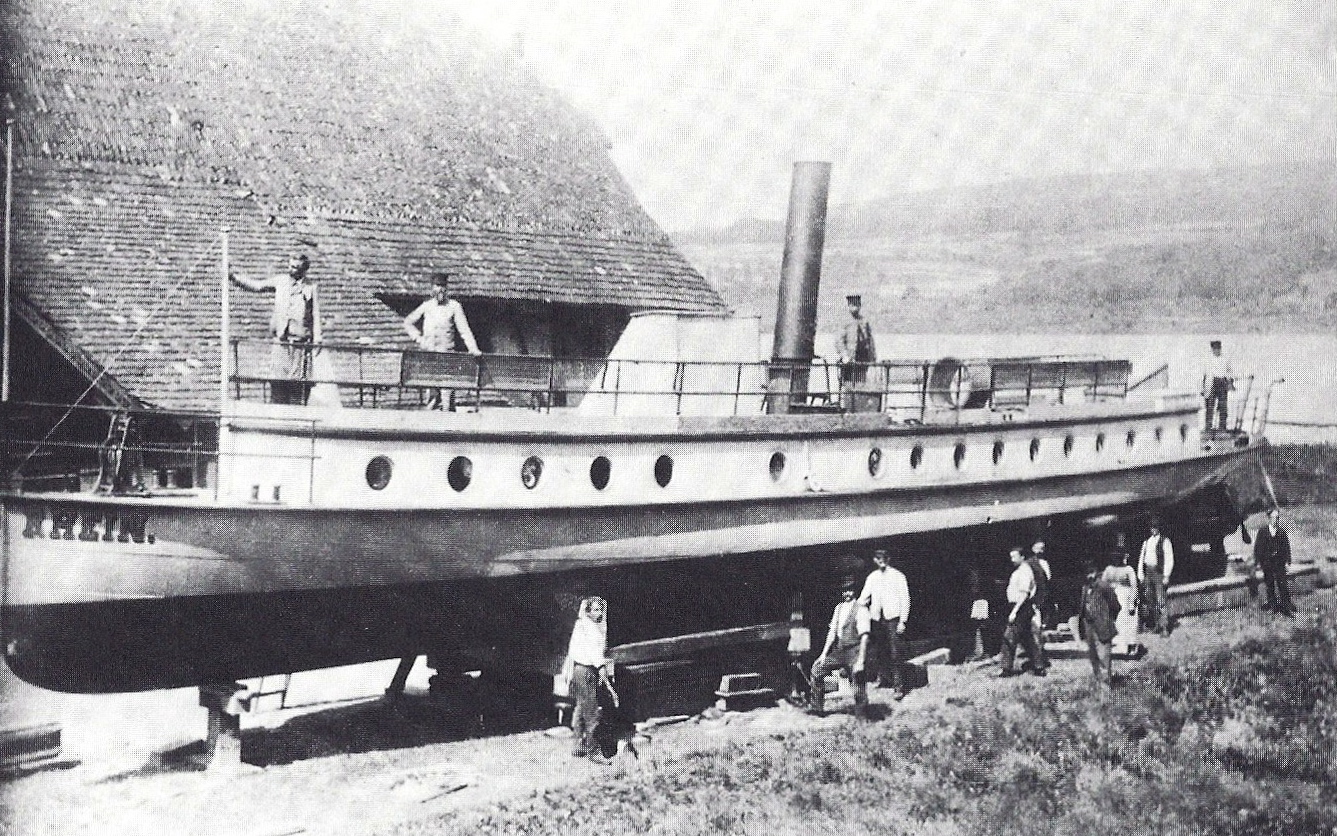
Die Rhein vor dem Stapellauf am 27. Mai 1891 in Steckborn.

Die Rhein war das einzige Dampfschiff auf dem Bodensee mit Doppelschraubenantrieb (mit jeweils drei Flügeln und 95 cm Durchmesser). Sie wurde 1891 von Sulzer in Winterthur für die Schweizerische Dampfbootgesellschaft für den Untersee und Rhein gebaut und vor allem im Höri-Dienst zwischen den deutschen und schweizerischen Orten am Untersee eingesetzt. Da das Halbsalon-Dampfschiff aber nur 90 Personen befördern konnte, kaufte die Schaffhauser Gesellschaft 1894 das Schleppschiff Schwan und ließ es als Personenanhängeschiff für die Rhein umbauen. Bereits bei der Probefahrt der Rhein verhinderten Mängel die Abnahme durch die Eignerin. Auch später war vor allem die Maschine sehr reparaturanfällig, weshalb die Rhein schon 1899 ausgemustert und an die Schifffahrtsgesellschaft auf dem Neuenburger- und Murtensee verkauft wurde. Dort fuhr sie bis 1921 unter dem Namen Morat. Als Ersatz für die Rhein mietete die Schweizer Dampfbootgesellschaft ab dem 1. Mai 1899 die württembergische Wilhelm.
| Daten:                             | Daten:           | Daten:                                       |
| ---------------------------------- | ---------------- | -------------------------------------------- |
| Baujahr: 1891                      | Länge: 25 m      | Motorleistung: 2 × 50 PS                     |
| Werft: Gebrüder Sulzer, Winterthur | Breite: 3,60 m   | Geschwindigkeit leer: 16,5 km/h              |
| Indienststellung: 1891             | Tiefgang: 1,35 m | Kapazität: 90 Fahrgäste                      |
| Heimathafen: Schaffhausen          | Tonnage: 32,7 t  | Verbleib: ab 1900 Neuenburger- und Murtensee |

### Buchhorn

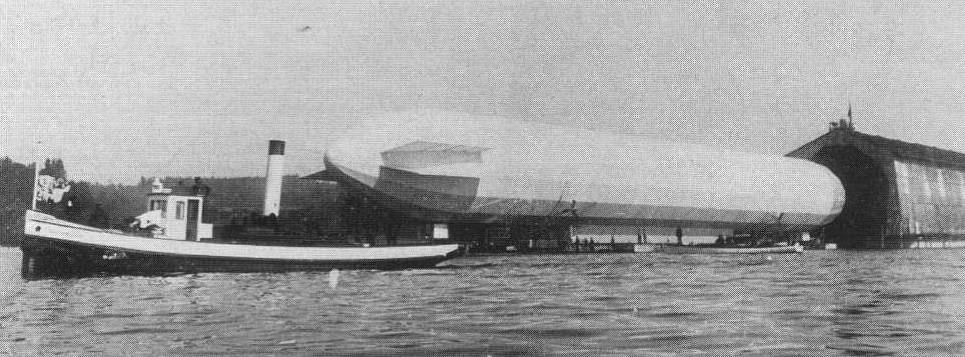
Schleppdampfer Buchhorn mit dem Luftschiff LZ 3 um 1905

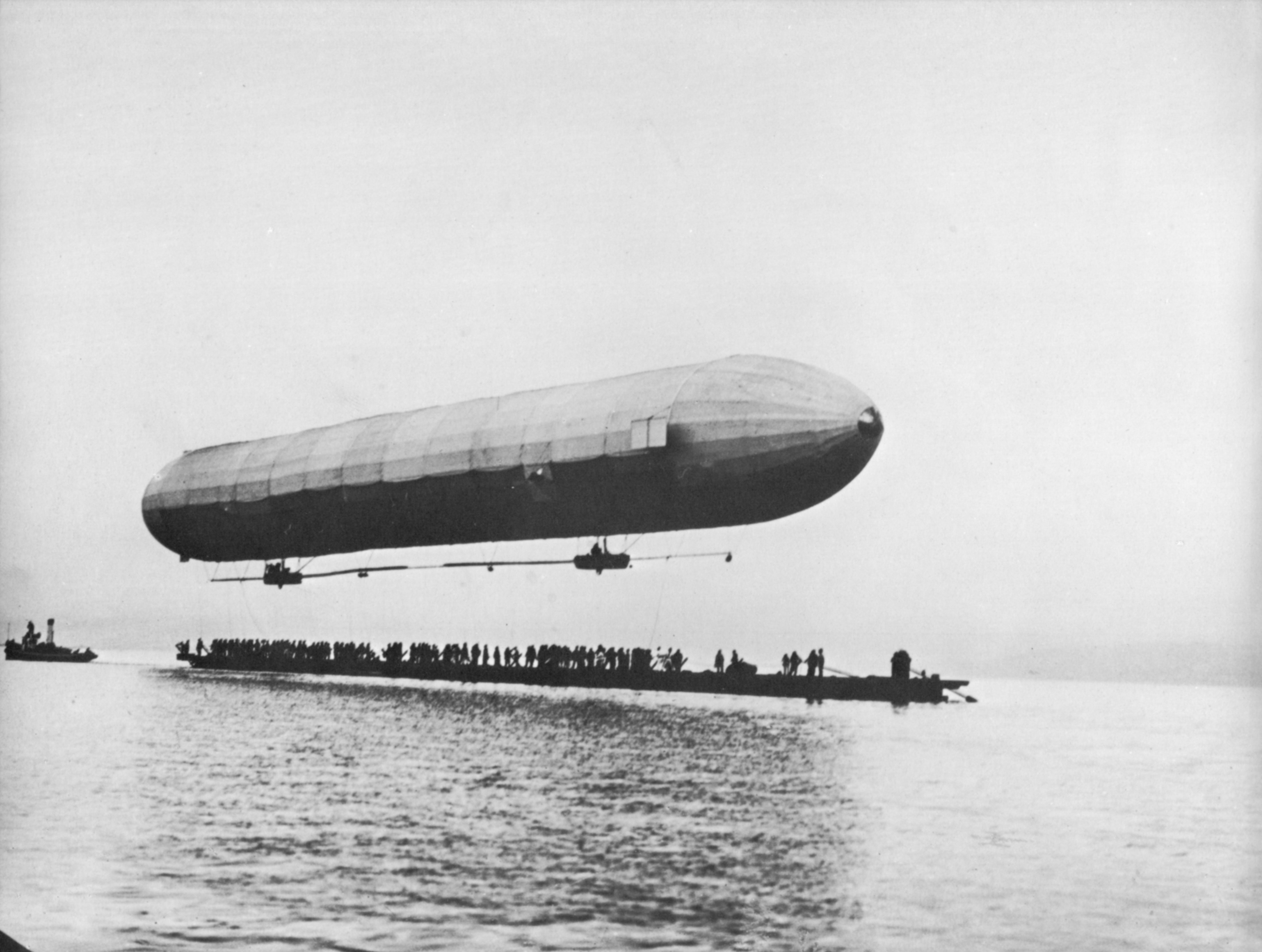
Die Buchhorn schleppt LZ 1 am 2. Juli 1900 zum ersten Start eines Zeppelins. Auf dem Floß befindet sich die Haltemannschaft. Zwei Leinen verbinden das Luftschiff noch mit dem Floß.

Die nach der Freien Reichsstadt Buchhorn (ab 1811: Friedrichshafen) benannte Barkasse Buchhorn wurde im Auftrag der Königlich Württembergische Staats-Eisenbahnen 1891 von der Sächsischen Maschinenfabrik Dresden gebaut und in Friedrichshafen im Trajektverkehr in Dienst gestellt. Weil sie aber viel kleiner dimensioniert war als die Bregenz, konnte sie nur einen Kahn langsam schleppen – wenn das Wetter gut war. Mehr ließen die 90-PS-Maschine und der Propeller mit 1,25 Meter Durchmesser nicht zu.
Da sie aber leer nur 1,17 Meter Tiefgang hatte, eignete sie sich von 1900 bis 1909 gut für den Zeppelin-Schleppdienst. Ihre Aufgabe war es, den Zeppelin in die riesige, vor Manzell verankerte schwimmende Luftschiffhalle hinein- oder herauszuziehen. Dabei ruhte das Luftschiff auf einem 116 Meter langen und 12 Meter breiten Floß. Mit diesem Floß eilte die Buchhorn am 2. Juli 1900 dem Luftschiff Zeppelin 1 zur Hilfe, als das 128 Meter lange Luftschiff 18 Minuten nach dem Start zur Ersten Fahrt vor Immenstaad notwassern musste. LZ 1 havarierte bei einem Abschleppversuch des Begleitbootes Württemberg mit einem Seezeichen.
Die Buchhorn war für die Beförderung von 30 Fahrgästen zugelassen, vermutlich bei „Lustfahrten“. 1909 war sie, wie einige andere Schiffe vor ihr, vom „Teufelsschiff“ Zürich, ehemals Stadt Zürich, gerammt worden. Nach der Übernahme durch die Reichsbahn 1920 wurde sie 1928 abgebrochen.
| Daten:                                     | Daten:           | Daten:                        |
| ------------------------------------------ | ---------------- | ----------------------------- |
| Baujahr: 1891                              | Länge: 16,5 m    | Motorleistung: 90 PS          |
| Werft: Sächsische Maschinenfabrik, Dresden | Breite: 3,2 m    | Geschwindigkeit leer: 17 km/h |
| Indienststellung: 1891                     | Tiefgang: 1,17 m | Kapazität: 30 Fahrgäste       |
| Heimathafen: Friedrichshafen               | Tonnage:         | Verbleib: 1928 abgebrochen    |

### Gna
Die Gna war ein 1907 gebauter schneller Schraubendampfer, der auf dem Bodensee als Forschungsschiff zur Gewinnung von meteorologischen Daten eingesetzt wurde.

### Gustav Prym
Die Gustav Prym wurde 1916 als Motorboot gebaut und vom Heimathafen Konstanz aus bis 1963 als Fahrgastschiff und von 1966 bis 1985 als Feuerlöschboot verwendet. Nach dem Einbau einer Dampfmaschine, Baujahr 1906, wird das Dampfboot seit 1999 von Bodman aus im Charter- und Ausflugsverkehr eingesetzt. Der historische Schraubendampfer ist über hundert Jahre alt.

### Felicitas
Die Felicitas ist ein kleiner Schraubendampfer, der seit 2000 als Passagierschiff für 14 Personen zugelassen ist und von Wasserburg aus im Charter- und Ausflugsverkehr eingesetzt wird. Das Dampfboot wurde 1991 vom Bootsbau Helmut Biatel in Hard (Österreich) nach den Originalplänen einer englischen „Steam-Lounch“ von etwa 1890 gebaut. Der Mahagonirumpf ist 10,75 m lang, 2,52 m breit und mit einem Steuerhaus und Salon vollständig überdacht. Die Einzylinder Heißdampfkolbenmaschine wurde wie der holzbefeuerte Kessel 1991 in Österreich gebaut und leistet 12,8 PS (9,4 kW) bei 320/min. Mit einem 3-Blatt-Festpropeller erreicht das Boot 13,3 km/h (7,2 kn). Das Dampfboot erhielt vom American Bureau of Shipping das Zertifikat „A“ und sei technisch wie optisch ein Schmuckstück.
| Daten:                     | Daten:           | Daten:                           |
| -------------------------- | ---------------- | -------------------------------- |
| Baujahr: 1991              | Länge: 10,75 m   | Motorleistung: 12,8 PS           |
| Werft: H. Biatel, Hard     | Breite: 2,52 m   | Geschwindigkeit leer: 13,3 km/h  |
| Eignerin: Felizitas Schmid | Tiefgang: 0,55 m | Kapazität: 14 Fahrgäste          |
| Heimathafen: Wasserburg    | Tonnage: 5,0 to  | Einsatz: Charter und Rundfahrten |